# ドゥ・ザ・ライト・シング (映画)
『ドゥ・ザ・ライト・シング』（原題: Do the right thing）は、1989年にスパイク・リーが監督・製作・脚本・主演をして公開されたアメリカ映画である。ブルックリンを舞台に人種差別と対立を扱っている。
1999年、アメリカ国立フィルム保存委員会に「文化的・歴史的・芸術的にきわめて高い価値を持つ」ことが認められ、アメリカ国立フィルム登録簿に永久登録された。

## ストーリー
たくさんの黒人の貧困層や、さまざまな民族が一緒に暮らしているニューヨークのブルックリン。癖のある楽しい、時には面倒な人々に囲まれて、主人公の黒人ムーキーはイタリア系アメリカ人サルの経営するピザ屋で働いていた。しかしある日ちょっとしたことからムーキーの周辺でトラブルが起き、それが人種間の衝突といえる暴動に発展してしまう。

## キャスト
| 役名                                         | 俳優                           | 日本語吹替 （Netflix） |
| -------------------------------------------- | ------------------------------ | ---------------------- |
| ムーキー                                     | スパイク・リー                 | 松本忍                 |
| サル                                         | ダニー・アイエロ               | 土師孝也               |
| ダー・メイヤー                               | オジー・デイヴィス             | 宝亀克寿               |
| マザー・シスター                             | ルビー・ディー                 | 宮寺智子               |
| ヴィト(サルの息子)                           | リチャード・エドソン           |                        |
| バギン・アウト                               | ジャンカルロ・エスポジート     | 後藤ヒロキ             |
| ラジオ・ラヒーム                             | ビル・ナン                     |                        |
| ピノ(サルの息子)                             | ジョン・タトゥーロ             | 佐々木義人             |
| ML                                           | ポール・ベンジャミン           |                        |
| ココナッツ・シド                             | フランキー・フェイソン         |                        |
| スウィート・ディック・ウィリー               | ロビン・ハリス                 |                        |
| ジェイド                                     | ジョイ・リー                   |                        |
| ポンテ巡査                                   | ミゲル・サンドバル             |                        |
| ロング巡査                                   | リック・アイエロ               |                        |
| クリフトン                                   | ジョン・サヴェージ             |                        |
| ミスター・セニョール・ラブ・ダディ(ラジオDJ) | サム・ジャクソン               | 石川英郎               |
| ティナ                                       | ロージー・ペレス               |                        |
| スマイリー                                   | ロジャー・グーンヴァー・スミス |                        |
| アーマッド                                   | スティーヴ・ホワイト           |                        |
| チャーリー                                   | フランク・ヴィンセント         |                        |
| シー                                         | マーティン・ローレンス         |                        |
| パンチー                                     | レオナルド・トーマス           |                        |

## 評価
レビュー・アグリゲーターのRotten Tomatoesでは105件のレビューで支持率は80%、平均点は8.0/10となった。Metacriticでは26件のレビューを基に加重平均値が93/100となった。

## 余談
- 第44代アメリカ合衆国大統領バラク・オバマが妻のミシェル・オバマと初めてのデートで観に行った映画が本作である。ニューズウィーク誌は、「一生に一度は観る価値のある映画ではあるが、デートで観るような内容の映画ではない」と評している。
- ラジオ・ラヒームが両手に着けている、「LOVE」、「HATE」リングは、チャールズ・ロートン監督『狩人の夜』でロバート・ミッチャムが演じる偽伝道師が両手指に入れた刺青の引用である。
- 第62回アカデミー賞授賞式で、プレゼンターだったキム・ベイシンガーは、本作が作品賞にノミネートされなかったことを疑問視し、壇上で言及した[5]。